# Rover P5

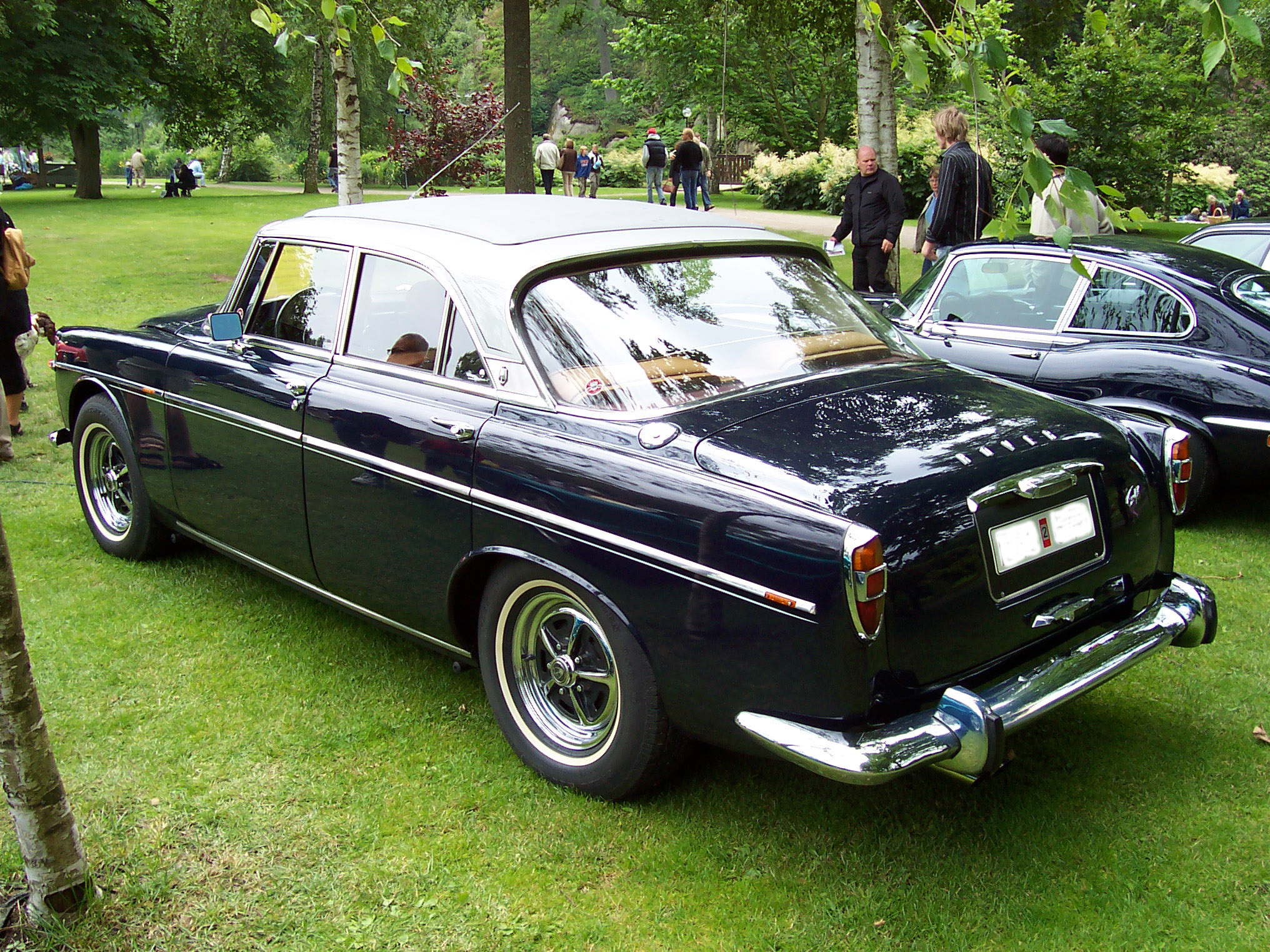
Rover 3.5-Litre coupé

Rover P5 är en personbil, tillverkad av den brittiska biltillverkaren Rover mellan 1958 och 1973.

## P5 (1958-67)
Rover P5 introducerades på bilsalongen i London 1958 under namnet Rover 3-Litre. Det var en betydligt större och dyrare bil än den väletablerade P4-serien, näst intill en lyxbil. Bilen hade självbärande kaross och framvagnen fjädrades med torsionsstavar. Men helt modern var inte P5:an. Den stela bakaxeln var upphängd i bladfjädrar och den sexcylindriga motorn hade fortfarande sidventiler på avgassidan.
1962 kom en Mk II-version med starkare motor och modifierad fjädring, för bättre vägegenskaper. Dessutom tillkom en fyrdörrars coupé-version. 6 cm lägre taklinje och tunnare takstolpar gav bilen ett helt nytt utseende, på bekostnad av innerutrymmet.
1965 kom Mk III-versionen, med ytterligare lite starkare motor. På utsidan fick bilen en ny kylarmaskering och inne i kupén infördes nya, bekvämare säten.

## P5B (1967-73)
I mitten av sextiotalet började motorn med sin halvtopp bli riktigt gammalmodig, men Rover saknade resurser att ta fram en modern ersättare. Därför sökte man efter en leverantör att köpa en färdig motor av. Lösningen fanns i USA, där Buick just lagt ned tillverkningen av sin lilla V8-motor i aluminium. Rover köpte tillverkningsrätten av General Motors och kom att vidareutveckla och tillverka aluminium-V8:n under närmare 40 år. 
P5B (B för Buick) presenterades 1967 under namnet Rover 3.5-Litre. Förutom den nya motorn hade bilen nu fått automatlåda och servostyrning som standardutrustning. Dessutom hade den fått sportiga Rostyle-fälgar för att understryka dess förbättrade prestanda. Aluminiummotorn var drygt 90 kg lättare än den gamla sexan, vilket hade en positiv inverkan på vägegenskaperna.
Rover P5B blev en populär tjänstelimousine bland brittiska regeringsmedlemmar och användes av alla premiärministrar från Edward Heath till Margaret Thatcher.
Sedan Rover och Jaguar hamnat under samma British Leyland-flagg blev den interna konkurrensen mellan P5:an och Jaguar XJ uppenbar. BL:s ledning beslutade att Jaguar skulle tillverka koncernens lyxigaste bilar och när produktionen av P5:an avslutades sommaren 1973 fick den ingen efterträdare.

## Motor
| Modell | Motor                 | Cylindervolym | Effekt     | Bränslesystem    |
| ------ | --------------------- | ------------- | ---------- | ---------------- |
| P5     | 6-cyl radmotor F-topp | 2995 cm³      | 117-134 hk | Dubbla förgasare |
| P5B    | 8-cyl V-motor ohv     | 3528 cm³      | 144 hk     | Dubbla förgasare |

## Tillverkning[1]
| Modell | Antal  |
| ------ | ------ |
| P5     | 48 541 |
| P5B    | 20 600 |